# Ministero dell'ambiente e della sicurezza energetica
Il Ministero dell'ambiente e della sicurezza energetica è un dicastero del governo italiano. È preposto alla tutela dell'ambiente e alla sicurezza energetica.
Nato nel 1986 come Ministero dell'ambiente, negli anni ha assunto diverse denominazioni e competenze. L'attuale ministro è Gilberto Pichetto Fratin, in carica dal 22 ottobre 2022.

## Storia
L'antesignano del dicastero è rappresentato dal Dipartimento per l'ecologia, incardinato presso la Presidenza del Consiglio dei ministri. Nel 1983, nel governo Craxi I, Alfredo Biondi fu nominato ministro senza portafoglio per l'ecologia.
Successivamente, con legge 349/1986, fu istituita una vera e propria struttura ministeriale, con l'istituzione del Ministero dell'ambiente. Al dicastero furono attribuite alcune funzioni in precedenza espletate dal Ministero dei lavori pubblici e dal Ministero per i beni culturali e ambientali.
Con la riforma Bassanini, realizzata mediante il d.lgs. n. 300/1999, la struttura assunse la denominazione di Ministero dell'ambiente e della tutela del territorio (MATT), accorpando ulteriori funzioni dal Ministero dei lavori pubblici. La riforma entrò in vigore nel 2001, col governo Berlusconi II.
Nel 2006, il governo Prodi II vi trasferì alcune competenze in materia di tutela del mare, ribattezzandolo Ministero dell'ambiente e della tutela del territorio e del mare (MATTM).
Nel 2021, il governo Draghi gli ascrisse anche competenze in materia energetica, in precedenza proprie del Ministero dello sviluppo economico, e lo ribattezzò Ministero della transizione ecologica (MiTE). Tale scelta fu presentata dai vertici del Movimento 5 Stelle come uno dei principali motivi per cui il movimento avrebbe sostenuto il governo Draghi dopo la caduta del governo Conte II. Il ministero emergeva dal dipartimento per la Transizione ecologica e gli investimenti verdi, che faceva parte del Ministero dell'ambiente e della tutela del territorio e del mare guidato da Sergio Costa. Il primo incarico previsto per il nuovo ministero era la responsabilità di gestire parte dei fondi assegnati all'Italia dal Recovery Fund, strumento di aiuti dell’Unione europea per rilanciare l'economia degli Stati membri dopo la crisi dovuta alla pandemia di COVID-19. Per accedere ai fondi del programma Next Generation EU eranecessario che il Piano Nazionale di Ripresa e Resilienza sia in linea con gli obiettivi del Green Deal europeo. Il Piano approvato dal governo Conte II, diviso in sei «missioni», prevedeva l'inclusione di una missione 'rivoluzione verde e la transizione ecologica', e la tutela di questa missione era prevista come primo incarico principale del nuovo ministero.
Il 4 novembre 2022, con il governo Meloni, il dicastero viene rinominato Ministero dell’ambiente e della sicurezza energetica (in acronimo MASE).

## Funzioni
Il Ministero ha funzioni in materia di ambiente, ecosistema, tutela del patrimonio marino, atmosferico, nonché sulla valutazione di impatto ambientale (VIA), valutazione ambientale strategica (VAS) e per l'autorizzazione ambientale integrata (IPPC).
Ha competenze in materia di tutela del suolo dalla desertificazione nonché del patrimonio idrogeologico. Coordinava e sovraintendeva alle funzioni del cosiddetto Codice dell'ambiente, ossia il D. Lgs. 3 aprile 2006, n. 152, recante Norme in materia ambientale, che ha accorpato le precedenti normative.

### Organizzazione interna
Il Ministero è stato riorganizzato con DPR 3 agosto 2009 n. 140, in GURI n. 228 del 1º ottobre 2009, relativo al Regolamento recante riorganizzazione del Ministero dell'ambiente e della tutela del territorio e del mare, che sostituisce il precedente DPR 17 giugno 2003 n. 261.
È articolato, in uffici di diretta collaborazione del ministro e cinque direzioni generali, coordinate dal segretario generale.
Il Segretariato generale si articola in cinque uffici di livello dirigenziale non generale e costituiva centro di responsabilità amministrativa.
Le direzioni generali sono le seguenti:
- DG degli affari generali e del personale;
- DG per la tutela del territorio e delle risorse idriche;
- DG per la protezione della natura e del mare;
- DG per lo sviluppo sostenibile, il clima e l'energia;
- DG per le valutazioni ambientali

Con il successivo DPCM n. 97 del 2019 è stata ridefinita la struttura organizzativa del Ministero, sopprimendo il segretario generale e prevedendo 2 Dipartimenti: il Dipartimento per la transizione ecologica e gli investimenti verdi e il Dipartimento per il personale, la natura, il territorio e il suolo, nel cui ambito operavano 4 direzioni generali ciascuna.
Il Ministero si avvale della collaborazione dei seguenti corpi:
- Comando carabinieri per la tutela dell'ambiente - CCTA, dipendente funzionalmente dal Ministro, e gerarchicamente dalla Compagnia territoriale dei carabinieri;
- Comando unità forestali, ambientali e agroalimentari - CUFAA, dipendente dal Ministero delle politiche agricole alimentari e forestali, struttura dell'Arma dei Carabinieri che ha assorbito gran parte delle funzioni e del personale già in capo al disciolto Corpo forestale dello Stato;
- Corpo delle capitanerie di porto - Guardia costiera, dipendente dal Ministero delle infrastrutture e dei trasporti;
- reparti del Corpo della guardia di finanza e reparti delle forze di polizia, previa intesa con i ministri competenti.[7]

## Reparto ambientale marino del Corpo delle capitanerie di porto
Il Reparto ambientale marino (RAM) venne istituito ai sensi della legge 31 luglio 2002 n. 179 ed è posto alle dipendenze funzionali del Ministro dell'ambiente.
La struttura organizzativa era articolata su 3 uffici ed 1 segreteria:
- ufficio I: tutela delle aree marine protette, delle coste dall'erosione e problematiche legate agli abusi demaniali in aree marine protette.
- ufficio II: tutela delle acque marine e delle coste dall'inquinamento, sicurezza ambientale dei porti, siti di bonifica e scarichi in mare.
- ufficio III: rilevamento e gestione dei dati ambientali marini e sicurezza dei dati.

Il Reparto ambientale marino, a livello periferico si avvale di tutti gli uffici marittimi territoriali, in stretto raccordo con le capitanerie di porto, dipendenti, tuttavia, dal Ministero delle infrastrutture e dei trasporti.

## Carabinieri per la tutela dell'ambiente
Il Comando carabinieri per la tutela dell'ambiente venne fondato nel 1986 come Nucleo operativo ecologico dei carabinieri, detto N.O.E. Il Comando era posto alle dipendenze funzionali del Ministero dell'ambiente con compiti di vigilanza, prevenzione e repressione delle violazioni in materia ambientale. Con legge 23 marzo Gabriel 2001 n. 93, il N.O.E. dei Carabinieri cambiò nome in Comando carabinieri per la tutela dell'ambiente, detto C.C.T.A. con una struttura organizzativa su base interprovinciale presente su tutto il territorio nazionale. Il Comando carabinieri per la tutela dell'ambiente dipende funzionalmente dal Ministro dell'ambiente e della tutela del territorio e del mare, gerarchicamente è posto sotto il Comando divisione unità specializzate, che a sua volta dipende dal Comando delle unità mobili e specializzate carabinieri "Palidoro" con sede in Roma, retto da un generale di corpo d'armata.

## Enti ed organismi vigilati dal Ministero
- Istituto superiore per la protezione e la ricerca ambientale (ISPRA), quale ente di ricerca ambientale istituito ai sensi della Legge n. 133/2008 di conv. del D.L. 25 giugno 2008, n. 112 accorpando l'APAT, ovvero l'Agenzia per la protezione dell'ambiente e per i servizi tecnici, l'INFS, ovvero l'Istituto nazionale per la fauna selvatica e l'ICRAM, ovvero l'Istituto centrale per la ricerca scientifica e tecnologica applicata al mare;
- ENEA - Agenzia Nazionale, è l'unica agenzia statale a competenze sulla ricerca, miglioramento, sviluppo ed efficientamento energetico includendo anche l'ambito nucleare.
- Fondazione Marittima Ammiraglio Michelagnoli, quale ente di ricerca e studio nell'ambito marino;
- Comitato per il marchio comunitario di qualità ecologica dei prodotti e per il sistema comunitario di ecogestione e audit, quale ente di promozione e valutazione in ambito ecologico;
- Consorzio parco geominerario storico e ambientale della Sardegna, quale ente parco della Sardegna;
- Consorzio parco nazionale dello Stelvio, quale ente parco dello Stelvio;
- Ente parco nazionale del Gran Paradiso, quale ente parco del Gran Paradiso;
- Consorzio del Ticino, quale ente regolatore del Lago Maggiore;
- Consorzio dell'Adda, quale ente regolatore del Lago di Como;
- Consorzio dell'Oglio, quale ente regolatore del Lago di Iseo;
- Autorità di bacino distrettuali;
- vari enti parco nazionali.